# Puchar Kontynentalny w skokach narciarskich 1999/2000
Puchar Kontynentalny w skokach narciarskich 1999/2000 – edycja Pucharu Kontynentalnego, która rozpoczęła się 25 czerwca 1999 w Velenje, a zakończyła się 26 marca 2000 w Ruce. Spośród 53 zaplanowanych konkursów 2 zostały odwołane. Na podium klasyfikacji generalnej cyklu stanęło trzech Niemców: Dirk Else, Georg Späth i Dennis Störl. Triumfator cyklu w sezonie poprzedzającym, Roland Audenrieth ukończył sezon na 5. pozycji.

## Kalendarz i wyniki
| Lp                                            | Data                                          | Miejscowość                                   | Skocznia                                      | Punkt K                                       | Uwagi                                         | 1. miejsce                            | 2. miejsce                        | 3. miejsce                      |
| --------------------------------------------- | --------------------------------------------- | --------------------------------------------- | --------------------------------------------- | --------------------------------------------- | --------------------------------------------- | ------------------------------------- | --------------------------------- | ------------------------------- |
| 1.                                            | 25 czerwca 1999                               | Velenje                                       | Grajski grič                                  | K-85                                          | -                                             | Peter Žonta                           | Primož Peterka                    | Primož Urh-Zupan                |
| 2.                                            | 26 czerwca 1999                               | Velenje                                       | Grajski grič                                  | K-85                                          | -                                             | Primož Peterka                        | Peter Žonta                       | Damjan Fras                     |
| 3.                                            | 17 lipca 1999                                 | Villach                                       | Alpenarena                                    | K-90                                          | -                                             | Martin Koch                           | Damjan Fras                       | Michael Uhrmann                 |
| 4.                                            | 18 lipca 1999                                 | Villach                                       | Alpenarena                                    | K-90                                          | -                                             | Dennis Störl Bernhard Metzler         | –                                 | Michael Uhrmann                 |
| 5.                                            | 31 lipca 1999                                 | Oberstdorf                                    | Schattenbergschanze                           | K-90                                          | -                                             | Bruno Reuteler                        | Roland Audenrieth                 | Simon Ammann                    |
| 6.                                            | 14 sierpnia 1999                              | Zakopane                                      | Średnia Krokiew                               | K-85                                          | -                                             | Frank Löffler                         | Wojciech Skupień                  | Primož Urh-Zupan Łukasz Kruczek |
| 7.                                            | 15 sierpnia 1999                              | Zakopane                                      | Średnia Krokiew                               | K-85                                          | -                                             | Dirk Else                             | Adam Małysz                       | Bine Norčič                     |
| 8.                                            | 19 sierpnia 1999                              | Rælingen                                      | Marikollen                                    | K-88                                          | -                                             | Georg Späth                           | Bjarte Engen Vik                  | Frank Löffler                   |
| 9.                                            | 23 października 1999                          | Hakuba                                        | Olimpijska                                    | K-120                                         | -                                             | Kazuyoshi Funaki                      | Hideharu Miyahira Masahiko Harada | –                               |
| 10.                                           | 24 października 1999                          | Hakuba                                        | Olimpijska                                    | K-120                                         | -                                             | Kazuyoshi Funaki                      | Hideharu Miyahira                 | Dennis Störl                    |
| 11.                                           | 11 grudnia 1999                               | Trondheim                                     | Granåsen                                      | K-120                                         | -                                             | Juha-Matti Ruuskanen                  | Jostein Smeby                     | Thomas Hörl                     |
| 12.                                           | 12 grudnia 1999                               | Trondheim                                     | Granåsen                                      | K-120                                         | -                                             | Thomas Hörl                           | Jon Petter Sandaker               | Espen Bredesen                  |
| 13.                                           | 16 grudnia 1999                               | Kuopio                                        | Puijo                                         | K-120                                         | -                                             | Kazuki Nishishita                     | Matti Hautamäki                   | Wilhelm Brenna                  |
| 14.                                           | 17 grudnia 1999                               | Lahti                                         | Salpausselkä                                  | K-116                                         | -                                             | Thomas Hörl                           | Kazuki Nishishita                 | Lauri Hakola                    |
| 15.                                           | 19 grudnia 1999                               | Lahti                                         | Salpausselkä                                  | K-116                                         | -                                             | Kazuki Nishishita                     | Kimmo Yliriesto                   | Grega Lang                      |
| 16.                                           | 26 grudnia 1999                               | Sankt Moritz                                  | Olympiaschanze                                | K-95                                          | -                                             | odwołany                              | odwołany                          | odwołany                        |
| 17.                                           | 1 stycznia 2000                               | Innsbruck                                     | Bergisel                                      | K-110                                         | -                                             | Reinhard Schwarzenberger              | Christian Nagiller                | Stefan Kaiser                   |
| 18.                                           | 6 stycznia 2000                               | Engelberg                                     | Gross-Titlis-Schanze                          | K-120                                         | -                                             | Martin Höllwarth                      | Bruno Reuteler                    | Dirk Else                       |
| 19.                                           | 8 stycznia 2000                               | Gallio                                        | Pakstall                                      | K-95                                          | -                                             | Tami Kiuru                            | Dirk Else                         | Georg Späth                     |
| 20.                                           | 9 stycznia 2000                               | Gallio                                        | Pakstall                                      | K-95                                          | -                                             | Georg Späth                           | Tami Kiuru                        | Ronny Hornschuh                 |
| 21.                                           | 14 stycznia 2000                              | Sapporo                                       | Miyanomori                                    | K-90                                          | -                                             | Noriaki Kasai                         | Masahiko Harada                   | Hideharu Miyahira               |
| 22.                                           | 15 stycznia 2000                              | Sapporo                                       | Ōkurayama                                     | K-120                                         | -                                             | Kazuyoshi Funaki                      | Masahiko Harada                   | Takanobu Okabe                  |
| 23.                                           | 15 stycznia 2000                              | Brotterode                                    | Inselbergschanze                              | K-98                                          | -                                             | Georg Späth                           | Roland Audenrieth                 | Morten Solem                    |
| 24.                                           | 16 stycznia 2000                              | Sapporo                                       | Ōkurayama                                     | K-120                                         | -                                             | Kazuyoshi Funaki                      | Noriaki Kasai                     | Masahiko Harada                 |
| 25.                                           | 16 stycznia 2000                              | Lauscha                                       | Marktiegelschanze                             | K-92                                          | -                                             | Dirk Else                             | Alan Alborn                       | Robert Meglič                   |
| 26.                                           | 22 stycznia 2000                              | Braunlage                                     | Wurmbergschanze                               | K-80                                          | -                                             | Arne Sneli                            | Roland Audenrieth                 | Karl-Heinz Dorner               |
| 27.                                           | 23 stycznia 2000                              | Braunlage                                     | Wurmbergschanze                               | K-80                                          | -                                             | Toni Nieminen                         | Dirk Else                         | Roland Audenrieth               |
| 28.                                           | 29 stycznia 2000                              | Courchevel                                    | Tremplin Le Praz                              | K-90                                          | -                                             | Janne Ylijärvi                        | Nicolas Dessum                    | Christof Duffner                |
| 29.                                           | 29 stycznia 2000                              | Hakuba                                        | Olimpijska                                    | K-120                                         | -                                             | Thomas Hörl                           | Takashi Mori                      | Hiroya Saitō                    |
| 30.                                           | 30 stycznia 2000                              | Courchevel                                    | Tremplin Le Praz                              | K-90                                          | -                                             | Nicolas Dessum                        | Dirk Else                         | Christof Duffner                |
| 31.                                           | 30 stycznia 2000                              | Hakuba                                        | Olimpijska                                    | K-120                                         | -                                             | Hiroya Saitō                          | Reinhard Schwarzenberger          | Kazuya Yoshioka                 |
| 32.                                           | 5 lutego 2000                                 | Berchtesgaden                                 | Kälbersteinschanze                            | K-90                                          | -                                             | Dennis Störl                          | Martin Koch                       | Georg Späth                     |
| 33.                                           | 6 lutego 2000                                 | Saalfelden                                    | Bibergschanze                                 | K-85                                          | -                                             | Georg Späth                           | Martin Koch                       | Manuel Fettner                  |
| 34.                                           | 8 lutego 2000                                 | Mislinja                                      | Skakalnica Dr. Stanko Stoporko                | K-85                                          | -                                             | Tami Kiuru                            | Janne Ylijärvi Morten Solem       | –                               |
| 35.                                           | 12 lutego 2000                                | Planica                                       | Bloudkova velikanka                           | K-120                                         | -                                             | Reinhard Schwarzenberger              | Tami Kiuru                        | Stefan Kaiser                   |
| 36.                                           | 12 lutego 2000                                | Westby                                        | Snowflake                                     | K-106                                         | -                                             | Yasuhiro Shibata                      | Dirk Else                         | Homare Kishimoto                |
| 37.                                           | 13 lutego 2000                                | Planica                                       | Bloudkova velikanka                           | K-120                                         | -                                             | Reinhard Schwarzenberger              | Tami Kiuru                        | Kazuki Nishishita               |
| 38.                                           | 13 lutego 2000                                | Westby                                        | Snowflake                                     | K-106                                         | -                                             | Homare Kishimoto                      | Georg Späth                       | Fabian Ebenhoch                 |
| 39.                                           | 19 lutego 2000                                | Ishpeming                                     | Suicide Hill                                  | K-90                                          | -                                             | Dirk Else                             | Dennis Störl                      | Rolando Kaligaro                |
| 40.                                           | 20 lutego 2000                                | Ishpeming                                     | Suicide Hill                                  | K-90                                          | -                                             | Homare Kishimoto                      | Dennis Störl                      | Marko Malkamäki                 |
| 41.                                           | 26 lutego 2000                                | Schönwald im Schwarzwald                      | Adlerschanze                                  | K-84                                          | TSch                                          | Akseli Lajunen                        | Jakub Sucháček                    | Wolfgang Loitzl                 |
| 42.                                           | 27 lutego 2000                                | Titisee-Neustadt                              | Hochfirstschanze                              | K-113                                         | TSch                                          | Wolfgang Loitzl                       | Bine Norčič                       | Kimmo Yliriesto                 |
| Turniej Schwarzwaldzki – klasyfikacja końcowa | Turniej Schwarzwaldzki – klasyfikacja końcowa | Turniej Schwarzwaldzki – klasyfikacja końcowa | Turniej Schwarzwaldzki – klasyfikacja końcowa | Turniej Schwarzwaldzki – klasyfikacja końcowa | Turniej Schwarzwaldzki – klasyfikacja końcowa | Wolfgang Loitzl                       | Kimmo Yliriesto                   | Dirk Else                       |
| 43.                                           | 3 marca 2000                                  | Eisenerz                                      | Erzbergschanze                                | K-90                                          | -                                             | Thomas Hörl                           | Ronny Hornschuh                   | Dirk Else                       |
| 44.                                           | 4 marca 2000                                  | Eisenerz                                      | Erzbergschanze                                | K-90                                          | -                                             | Thomas Hörl                           | Martin Koch                       | Ronny Hornschuh                 |
| 45.                                           | 8 marca 2000                                  | Zaō                                           | Yamagata                                      | K-90                                          | -                                             | Stefan Thurnbichler                   | Kazuya Yoshioka                   | Manuel Fettner                  |
| 46.                                           | 9 marca 2000                                  | Zaō                                           | Yamagata                                      | K-90                                          | -                                             | Jin’ya Nishikata                      | Yukitaka Fukita                   | Ryōhei Nishimori                |
| 47.                                           | 10 marca 2000                                 | Våler                                         | Gjerdrumsbakken                               | K-90                                          | -                                             | Bjørn Einar Romøren Roland Audenrieth | –                                 | Georg Späth                     |
| 48.                                           | 11 marca 2000                                 | Våler                                         | Gjerdrumsbakken                               | K-90                                          | -                                             | Georg Späth                           | Veli-Matti Lindström              | Lars Bystøl Roland Audenrieth   |
| 49.                                           | 11 marca 2000                                 | Harrachov                                     | Čerťák                                        | K-120                                         | -                                             | Jaroslav Sakala                       | Martin Koch                       | Thomas Hörl                     |
| 50.                                           | 12 marca 2000                                 | Harrachov                                     | Čerťák                                        | K-120                                         | -                                             | Dirk Else                             | Martin Koch                       | Jaroslav Sakala                 |
| 51.                                           | 24 marca 2000                                 | Rovaniemi                                     | Ounasvaara                                    | K-90                                          | -                                             | Janne Ylijärvi                        | Juha-Matti Ruuskanen              | Kimmo Yliriesto                 |
| 52.                                           | 25 marca 2000                                 | Ruka                                          | Rukatunturi                                   | K-120                                         | -                                             | odwołany                              | odwołany                          | odwołany                        |
| 53.                                           | 26 marca 2000                                 | Ruka                                          | Rukatunturi                                   | K-120                                         | -                                             | Olav Magne Dønnem                     | Juha-Matti Ruuskanen              | Martin Koch                     |

## Klasyfikacja generalna
Dwudziestu najlepszych zawodników
| Miejsce | Zawodnik                 | Punkty | Liczba miejsc w pierwszej trzydziestce |
| ------- | ------------------------ | ------ | -------------------------------------- |
| 1.      | Dirk Else                | 1536   | 33                                     |
| 2.      | Georg Späth              | 1312   | 28                                     |
| 3.      | Dennis Störl             | 1169   | 29                                     |
| 4.      | Thomas Hörl              | 963    | 22                                     |
| 5.      | Roland Audenrieth        | 840    | 20                                     |
| 6.      | Martin Koch              | 768    | 14                                     |
| 7.      | Kazuki Nishishita        | 618    | 11                                     |
| 8.      | Tami Kiuru               | 617    | 11                                     |
| 9.      | Rolando Kaligaro         | 533    | 21                                     |
| 10.     | Ronny Hornschuh          | 529    | 14                                     |
| 11.     | Jure Radelj              | 502    | 21                                     |
| 12.     | Janne Ylijärvi           | 474    | 11                                     |
| 13.     | Wilfried Eberharter      | 443    | 25                                     |
| 14.     | Kazuyoshi Funaki         | 440    | 5                                      |
| 15.     | Reinhard Schwarzenberger | 430    | 5                                      |
| 16.     | Homare Kishimoto         | 393    | 11                                     |
| 17.     | Morten Solem             | 390    | 15                                     |
| 18.     | Karl-Heinz Dorner        | 383    | 19                                     |
| 19.     | Frank Löffler            | 377    | 10                                     |
| 20.     | Tore Sneli               | 371    | 14                                     |